# Beershevaïta
La beershevaïta és un mineral de la classe dels fosfats. Rep el nom de la ciutat de Beer Sheva, molt propera a la localitat tipus.

## Característiques
La beershevaïta és un fosfat de fórmula química CaFe3+₃(PO₄)₃O. Va ser aprovada com a espècie vàlida per l'Associació Mineralògica Internacional l'any 2019, i encara resta pendent de publicació. Cristal·litza en el sistema monoclínic.
L'exemplar que va servir per a determinar l'espècie, el que es coneix com a material tipus, es troba conservat a les col·leccions del Museu Mineralògic Fersmann, de l'Acadèmia de Ciències de Rússia, a Moscou (Rússia), amb el número de registre: 5628/1.

## Formació i jaciments
Va ser descoberta a Israel, concretament a Halamish wadi, dins el Consell Regional de Tamar (Districte del Sud). Aquest indret és l'únic a tot el planeta on ha estat descrita aquesta espècie mineral.